# Ernesta Bittanti Battisti
Ernesta Bittanti Battisti (Brescia, 5 maggio 1871 – Trento, 5 ottobre 1957) è stata una giornalista e scrittrice italiana, moglie dell'irredentista Cesare Battisti.

## Biografia

### Formazione
Figlia di un preside, nacque a Brescia nel 1871 e si spostò poi con la famiglia a Cremona e a Cagliari. Nel 1882 in quest'ultima città fu la prima ragazza iscritta al ginnasio-liceo statale. Nel 1890 si trasferì a Firenze per frequentarvi la Facoltà di Lettere e Filosofia della locale Università e qui entrò in contatto con giovani intellettuali come Gaetano Salvemini, Ugo Guido e Rodolfo Mondolfo, Alfredo Galletti, Assunto Mori e Cesare Battisti. Quando si laureò nel 1896, fu una delle prime donne italiane a conseguire questo titolo accademico. Si dedicò poi all'insegnamento di materie letterarie al liceo ginnasio Galilei di Firenze ma già nel 1898 venne radiata da tutte le scuole del Regno per la sua attività politica con il Partito Socialista fondato pochi anni prima.

### Impegno politico
Il 7 agosto 1899 sposò civilmente a Firenze in Palazzo Vecchio Cesare Battisti, col quale condivideva l'orientamento politico socialista, laicista e anticlericale. Con il marito si trasferì a Trento e dal 1900 al 1914 la coppia fondò il quotidiano socialista Il Popolo, che si caratterizza non solo per l'analisi politica ma per le sue campagne su temi sociali come il divorzio e l'abolizione della pena di morte. Ernesta collaborò come giornalista anche al periodico Vita Trentina, supplemento de Il Popolo. Nel 1901, 1907 e 1910 nacquero i tre figli: Gigino, Camillo e Livia. Nel 1908 partì per Messina, duramente colpita dal terremoto, per prestare soccorso ai feriti. L'impraticabilità di strade e ferrovie la costrinsero però a tornare indietro e così prima a Roma, poi a Napoli svolse l'attività di infermiera e corrispondente per il suo giornale, nel quale denunciava il cattivo funzionamento dei soccorsi nel capoluogo siciliano. Nel 1911 scrisse il testo dell'Inno al Trentino, musicato da Guglielmo Bussoli.
 Nel luglio del 1916 il marito, cittadino dell'Impero austro-ungarico che combatteva da volontario con la divisa dell'Esercito Italiano, fu catturato dagli austriaci sul Monte Corno di Vallarsa. In soli due giorni fu portato a Trento, processato e condannato a morte per alto tradimento. La sentenza fu eseguita nella fossa del castello del Buonconsiglio il 12 luglio. Ernesta Bittanti Battisti si occupò da quel momento di raccoglierne gli scritti politici che saranno pubblicati dopo la fine del conflitto dall'editore Le Monnier nel 1923.

### Antifascismo
Ernesta Bittanti si dimostrò contraria al fascismo e questo portò al raffreddamento dei rapporti con Benito Mussolini, amico dei coniugi Battisti sin dai primi anni del XX secolo quando collaborava come giornalista per Il Popolo redigendo articoli di vario argomento. I contrasti raggiunsero il loro apice in una lettera di Ernesta a Mussolini datata 1923: 
(Ernesta Bittanti - Lettera a Benito Mussolini, gennaio 1923)

Il 22 giugno 1924, dopo l'omicidio di Giacomo Matteotti, quando seppe che i fascisti di Trento intendevano andare al Castello del Buonconsiglio per un'adunata, vi si recò per coprire con un velo nero il monumento al marito. Il 24 giugno il quotidiano Il Nuovo Trentino citò l'accaduto: 
(Il Nuovo Trentino, 24 giugno 1924)
Nel 1930 si trasferì a Milano. La sua opposizione alle leggi razziali fasciste del 1938 fu assoluta e in aperto atto di sfida il 19 febbraio 1939 fece pubblicare sul Corriere della Sera un necrologio per l'amico ebreo Augusto Morpurgo. Dopo l'8 settembre 1943 si rifugiò con i figli a Lugano in Svizzera. Da quel Paese si adoperò per l'accoglienza dei rifugiati ebrei dall'Italia e collaborò con i partigiani della Val d'Ossola, ai quali si era unito anche suo figlio Gigino Battisti.

### Secondo dopoguerra

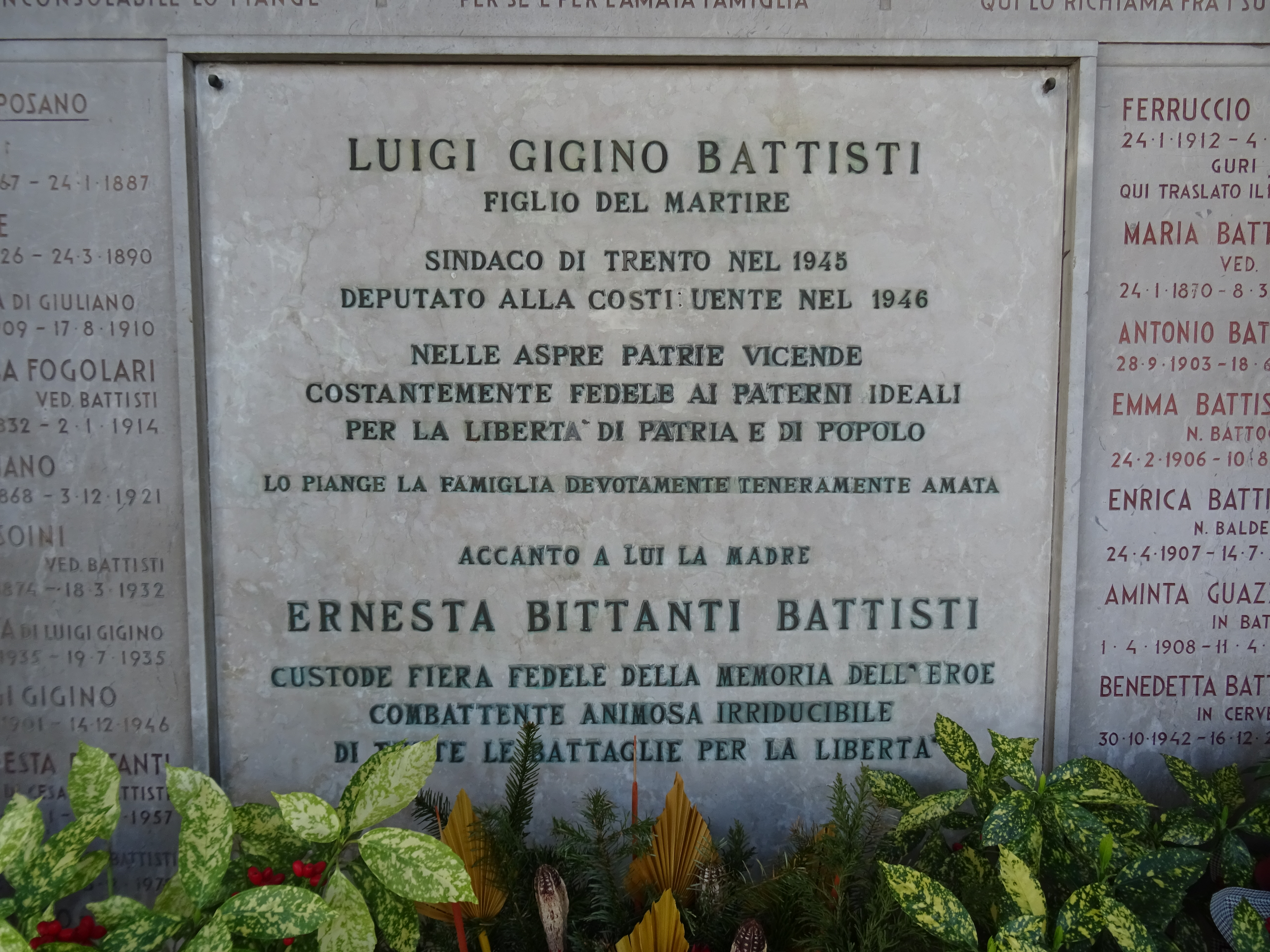
Targa ad Ernesta Bittanti e a suo figlio Gigino Battisti sulla tomba di famiglia nel cimitero monumentale di Trento

Alla fine della guerra la famiglia Battisti ritornò a Trento dove il figlio Gigino divenne il primo sindaco socialista di Trento, e morì nel 1946 in un incidente ferroviario.
Ernesta Bittanti continuò le sue battaglie politiche e culturali nel secondo dopoguerra riallacciando i rapporti con i vecchi amici ritrovati, in particolare Gaetano Salvemini, e pubblicando una lunga serie di articoli di letteratura, storia e pedagogia. Tra l'altro si dedicò alla questione autonomistica altoatesina.
Morì a Trento nel 1957, a 86 anni. 
Ferruccio Parri dettò la sua epigrafe:
combattente animosa irriducibile di tutte le battaglie della libertà»
Nel 2017 le è stato intitolata una via a Gardolo.

## Opere
- (a cura di Ernesta Bittanti Battisti) Cesare Battisti, Scritti politici - Edizione nazionale, Firenze, Le Monnier, 1923.
- Cesare Battisti nel pensiero degli italiani, Trento, Legione Trentina, 1938.
- Con Cesare Battisti attraverso l'Italia, agosto 1914-maggio 1915, Milano, Garzanti, 1945, OCLC 13029177.
- Italianità di De Gasperi: lettera aperta all'on. Meda, Firenze, Parenti, 1957.